# Dorika daphoena
Dorika daphoena là một loài bướm đêm trong họ Noctuidae.